# 霍布市镇
59°35′N 17°30′E / 59.583°N 17.500°E
霍布市镇（瑞典語：Håbo kommun）是瑞典中东部乌普萨拉省的一个市镇。其治所位于博尔斯塔。
霍布市镇成立于1952年的当地政府重组中。